# Hry dámským pěšcem
Hry dámským pěšcem je skupina šachových zahájení, které se vyznačují tím, že začínají tahem 1. d4 na který černý odpovídá nejčastějšími odpověďmi 1... d5 nebo 1... Jf6 a bílý poté nehraje tah 2. c4 nebo ho hraje až mnohem později.

## 1. d4 d5
- 2. e4 Blackmar-Diemerův gambit
- 2. Sg5
- 2. Jf3 Jf6 3. Sg5

## 1. d4 Jf6
- 2. Sg5 Trompowského útok
- 2. Jc3 d5 3. Sg5 Richter-Veresovův útok
- 2. Jf3
  - 2... c5 jen přechází po 3. c4 do Anglické hry a po 3. d5 do obrany Benoni)
  - 2... g6 3. Jc3 d5 3. Sf4 (D02)
  - 2... e6 3. Sg5 Torreho útok